# アン・モウブレー
第8代ノーフォーク女伯爵、アン・ド・モウブレー（Anne de Mowbray, 8th Countess of Norfolk, 1472年12月10日 - 1481年11月19日）は、薔薇戦争時代のイングランドの貴族女性。エドワード4世王の次男リチャード・オブ・シュルーズベリーとの結婚により、ヨーク公爵夫人およびノーフォーク公爵夫人となった。

## 生涯
第4代ノーフォーク公爵ジョン・モウブレーと、その妻で初代シュルーズベリー伯爵ジョン・タルボットの娘であるエリザベス・タルボット（1442年頃 - 1506年頃）の間の唯一の子供として生まれた。1476年に父が死ぬと、モウブレー家の裕福な財産を相続した。爵位に関してはノーフォーク公爵位を継ぐことは出来なかったものの、ノーフォーク伯爵位および2つの男爵位を受け継いだ。
1478年1月15日にウェストミンスター寺院の聖スティーヴン礼拝堂において、エドワード4世の次男ヨーク公リチャードと結婚した。新婦は5歳、新郎は4歳と非常に幼い年齢での結婚となった。リチャードはアンとの結婚に伴いモウブレー家の名跡を継いだものと見なされ、1481年にノーフォーク公爵に叙せられた。しかしアンはその年のうちに8歳で亡くなった。リチャードもまた1483年に兄エドワード5世とともにロンドン塔に監禁され、薔薇戦争末期の王位継承をめぐる陰謀に巻き込まれて消息不明となった。
アンの死後、彼女の遺産の相続人となるはずだったのは、玄祖父トマス・モウブレーの外孫にあたるウィリアム・バークリー卿ないしジョン・ハワード卿だった。しかし1483年1月に議会を通過した法律により、アンの遺産は夫のリチャードとその子孫に帰属し、リチャードが子孫を残せない場合はエドワード4世王の別の子孫に渡ると定められた。この措置はリチャード3世の支持者だったハワード卿に対する懲罰的な意味を持っていたと思われる。ハワード卿はリチャード3世の戴冠後にノーフォーク公爵位を授けられ、モウブレー家の所領の半分を獲得した。
ヨーク公爵夫人アンはウェストミンスター寺院の聖イラズマス礼拝堂に、鉛製の棺に納められて安置された。アンの棺は1502年、イラズマス礼拝堂がヘンリー7世礼拝堂建設のために取り壊された際、クララ会女子修道院の地下納体堂に移され、その後は行方知れずになっていた。1964年12月、アンの棺の置かれた地下納体堂はロンドン北東部ステップニーでの建設工事中に偶然掘り返された。アンの遺骸は科学的調査ののち、1965年5月にウェストミンスター寺院に再び安置された。調査によると、頭蓋骨の赤毛や遺体を包む経帷子が残っていたという。

## 引用
1. ↑  Ross 248